# 山本孝則
山本 孝則（やまもと たかのり、1948年 - 2016年11月19日）は、日本の経済学者。

## 来歴
- 1948年 - 東京都渋谷区に生まれる
- 1971年 - 武蔵大学経済学部経済学科卒業
- 1974年 - 武蔵大学大学院経済学研究科博士課程入学
- 1981年 - 同課程単位取得退学

- 1989年 - 大東文化大学経済学部経済学科専任講師（経済原論担当）
- 1994年 - ハノーバー大学政治学研究所客員教授（大東文化大学長期在外研究員。１年間）
- 1997年 - 大東文化大学経済学部経済学科教授
- 1998年～2000年 - 大東文化大学環境創造学部の創設を提唱し、「環境創造学部設置準備委員会　委員」（須藤敏昭委員長）に就任。設置趣旨、理念、学部・学科構成に関する骨格部分を起草する。
- 2001年 - 同学部教授就任
- 2005年 - ハノーバー大学政治学研究所客員研究員（大東文化大学長期在外研究員。1年間）
- 2009年 - 大東文化大学環境創造学部退職
- 2011年 - 立教大学経済学部非常勤講師（現代資本主義担当）
- 2016年11月19日　逝去